# Palluau (tổng)
Palluau là tổng cũ, nằm ở tỉnh Vendée trong vùng Pays de la Loire, giải thể ngày 2 tháng 4 năm 2015.

## Các xã
Tổng Palluau bao gồm các xã sau:
- Palluau (thủ phủ): 824 người (2005)
- Apremont: 1 119 người (1999)
- La Chapelle-Palluau: 686 người (1999)
- Falleron: 1 222 người (2004)
- Grand'Landes: 381 người (1999)
- Maché: 1 094 người (1999)
- Saint-Christophe-du-Ligneron: 1 630 người (1999)
- Saint-Étienne-du-Bois: 1 451 người (1999)
- Saint-Paul-Mont-Penit: 488 người (1999)